# El Monte (Chile)
El Monte es una comuna y ciudad de la zona central de Chile perteneciente al sector surponiente de la conurbación de Santiago, ubicada en la provincia de Talagante de la Región Metropolitana de Santiago. Esta comuna es lugar de tradiciones chilenas.
Integra junto con las comunas de Talagante, Melipilla, Peñaflor, Isla de Maipo, María Pinto, Curacaví, Alhué y San Pedro el distrito electoral N.º 31 y pertenece a la 7.ª circunscripción senatorial (Santiago poniente).

## Historia

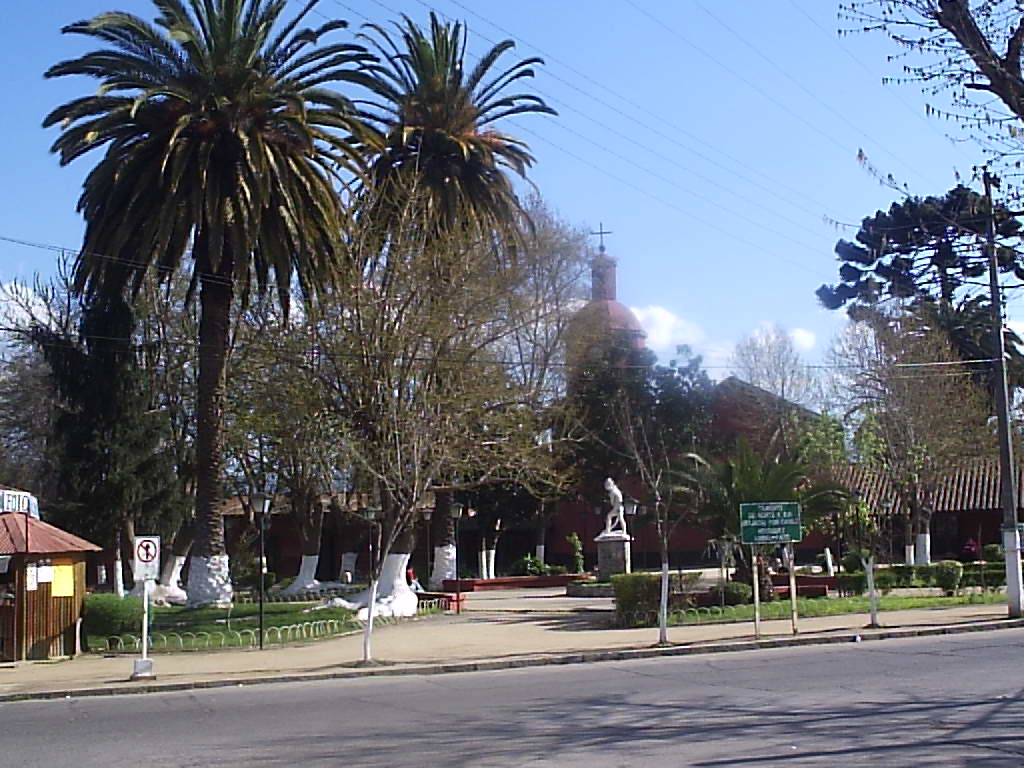
"Plaza Independencia" en El Monte con la parroquia de San Francisco al fondo.

Antes de la llegada de Pedro de Valdivia, existía un pueblo llamado Llopeo, en las cercanías del lugar donde hoy se encuentra la comuna. En 1579 se instalan los sacerdotes franciscanos en el lugar que actualmente se llama El Tejar; este sitio estaba rodeado de montes y bosques debido a lo cual recibe el nombre de San Francisco de El Monte.
Además de Llopeo existían otros pueblos indígenas desde épocas muy remotas: Alhué, Puangue, Chiñigue, Calera de Tango, Pelvín (actual Peñaflor), Melipilla, Paicoa y Talagante.
En 1682, los franciscanos reedifican el templo que hoy ocupa la parroquia de San Francisco y trasladan a este lugar su convento. A su alrededor empieza a formarse una aldea a la que se trasladan mucho indios de Llopeo. Al mismo tiempo, llegan a instalarse muchos españoles, criollos y mestizos, dando lugar así al nacimiento de una típica aldea criolla.
Durante el siglo XVII, San Francisco de El Monte va adquiriendo notable importancia. Y es así que en 1780 se solicita para la aldea el título de "Villa", honor que no fue conferido hasta un siglo después. El mestizaje y la vida agrícola son los rasgos preponderantes de la vida de San Francisco de El Monte, en el siglo XVII. La aldea constituye en esta época la más pura demostración de lo que es un pueblo chileno.
En la vida montina del siglo XVII se destaca la actuación de la familia Carrera en la histórica Hacienda San Miguel (Viña Doña Javiera), y es a fines del siglo XVII, cuando la aldea de San Francisco de El Monte recibe el título de "Villa", por Decreto del 12 de septiembre de 1895.
El 31 de enero de 1888 se autorizó la construcción de la línea férrea de Santiago a Melipilla contemplando las estaciones de Lo Espejo, Malloco, Talagante, El Monte y Melipilla. La estación se construyó al sur poniente de El Monte y la línea pasó por fuera del pueblo pero a medida que avanzaba se fue acercando cada vez más al camino público hasta confluir a una condición paralela desde el punto denominado Monte Verde, pasando por El Paico y Lo Chacón. Este dejó de funcionar hacia la década de los 80, dejando la línea para el uso de trenes de carga. Actualmente el Proyecto Metro-tren del Sol busca volver a conectar Melipilla y Santiago.
Francisco Solano Asta-Buruaga y Cienfuegos escribió en 1899 en su Diccionario Geográfico de la República de Chile : 700  sobre el Monte y lo clasifica como una 'aldea':

San Francisco del Monte.-—Aldea de 811 habitantes situada al extremo oriental del departamento de Melipilla, cerca de la orilla derecha del Mapocho y á cinco kilómetros al N. de la confluencia de este río en el Maipo; quedando unos 25 kilómetros al E. de su capital y 40 al SO. de Santiago. Es de corto caserío sobre el camino público entre estas dos ciudades, con estafeta, escuela gratuita y una iglesia de San Francisco, levantada por primera vez en 1690 por el padre de esa orden Andrés Corso, y reedificada en 1796. Á esa iglesia ó convento debe su origen y nombre este pueblo, que bajo el gobierno de Amat pareció tomar cierto aumento hasta pretender el título de villa, que no obtuvo. Contiguo por el N. tiene el fundo de San Miguel.

El geógrafo chileno Luis Risopatrón lo describe como una ‘villa’ en su libro Diccionario Jeográfico de Chile en el año 1924:: 802 

San Francisco del Monte (Villa) 33° 41' 70° 59' Es de corto caserío, cuenta con servicio de correos, telégrafos, rejistro civil i escuelas públicas i se encuentra agrupada hacia el E de la estación de El Monte, en la márjen N del curso inferior del rio Mapocho, a poca distancia al N E de su confluencia con el Maipo; obtuvo el título de villa por decreto de 12 de setiembre de 1895. 62, ii, p. 149; 63, p. 249 i 271; 66, p. 232; 115, pl. 40; pueblo en 64, p. 3; i 101, p. 460; i aldea en 155, p. 700; i villa El Monte en 3. i n p. 237 (Alcedo, 1787); i 68, p. 143.

Actualmente limita al norte y al oeste con la provincia de Melipilla, justamente con la comuna de Melipilla, capital provincial de la misma, al sur con la comuna de Isla de Maipo y al este con la comuna de Talagante.

## Medio ambiente

### Geomorfología y componentes abióticos

Trazado simplificado de los ecosistemas y cuerpos de agua presentes en la comuna de El Monte.

La comuna de El Monte se encuentra emplazada en las unidades geomorfológicas de Cordillera de la costa y Cuenca de Santiago; y presenta según la clasificación climática de Köppen clima mediterráneo de lluvia invernal (Csb). Esta además se halla en la cuenca hidrográfica de río Maipo. Además, la comuna posee diversos cuerpos de agua, entre los que se destacan el río Maipo y río Mapocho.

### Componentes bióticos
Dentro del territorio de la comuna se pueden hallar los siguientes ecosistemas:
- Bosque esclerófilo mediterráneo andino donde predominan Quillaja saponaria y Lithrea caustica (Vulnerable)
- Bosque esclerófilo mediterráneo costero donde predominan Cryptocarya alba y Peumus boldus (Vulnerable)
- Bosque esclerófilo mediterráneo costero donde predominan Lithrea caustica y Cryptocarya alba (Casi amenazado)

### Medidas de protección ambiental y conflictos socioambientales
Hasta 2022, la comuna de El Monte cuenta con las siguientes zonas que cuentan con algún nivel de protección ambiental:
- Cordón de Cantillana (Sitios Ley 19.300)[12]
- Humedal Río Maipo de Isla de Maipo (Humedal urbano)[13]
- Humedal Río Mapocho, Talagante - El Monte (Humedal urbano)[14]
- Las Lomas-Cerro Pelucón (Sitios ERB)[15]

## Demografía

### Localidades
En los últimos años la comuna ha tenido un notable crecimiento urbano, en el que tienen mucho protagonismo nuevas villas y poblaciones en sectores como Lo Chacón y El Paico, que ya se han terminado por juntar con El Monte.
Las poblaciones y villas más recientes en El Monte son:
- Villa El Alba
- Villa Antigua
- Villa Los Pilares de la Colonia
- Villa Las Camelias
- Villa Los Altos de El Monte
- Villa Colonial
- Villa Cuarzo
- Villa Esperanza
- Villa Bicentenario
- Villa Nogales de Aníbal Pinto
- Villa Los Libertadores

En Lo Chacón se han urbanizado sectores como Santa Isabel, Pomairito, Colón y San Antonio. Pero también han llegado nuevas villas a este sector, tales como Villa Los Álamos, Villa Los Alerces y Villa Santa Blanca. En el sector de El Paico se han urbanizado sectores como Diego de Almagro, Camino Paico Alto, La Red y Villa América.

## Administración

### Municipalidad
Durante el periodo 2024-2028, la Ilustre Municipalidad de El Monte será dirigida por la alcaldesa Zandra Maulén.
Los concejales entre 2024 y 2028 son:
- Osvaldo Azócar Pizzaro (PC)
- Isabel Vidal Jara (UDI)
- Juan Tello Lazcano (RN)
- Genaro Morales Alveal (PR)
- Jorge Bahamonde Donoso (PDC)
- Beatriz Theiler Ahumada (PRC)

### Representación parlamentaria
El Monte integra el distrito electoral n.º 14 y pertenece a la 7.ª circunscripción senatorial (Región Metropolitana). De acuerdo a los resultados de las elecciones parlamentarias de Chile de 2021, El Monte es representada en la Cámara de Diputados del Congreso Nacional por los siguientes diputados en el periodo 2022-2026:
Apruebo Dignidad (2)
- Marisela Santibáñez (PCCh)
- Camila Musante Müller (Ind/AD)

Socialismo Democrático (2)
- Raúl Leiva Carvajal (PS)
- Leonardo Soto Ferrada (PS)

Chile Vamos (1)
- Juan Antonio Coloma Álamos (UDI)

Fuera de coalición:
- Juan Irarrázaval Rossel (PRCh)

A su vez, en el Senado la representan Fabiola Campillai Rojas (Ind), Claudia Pascual (PCCh), Luciano Cruz Coke (EVOP), Manuel José Ossandon (RN) y Rojo Edwards (PRCh) en el periodo 2022-2030.

## Economía
En 2018, la cantidad de empresas registradas en El Monte fue de 433. El Índice de Complejidad Económica (ECI) en el mismo año fue de 0,12, mientras que las actividades económicas con mayor índice de Ventaja Comparativa Revelada (RCA) fueron Venta al por Mayor de Animales Vivos (417,91), Cría de Aves de Corral para Producción de Carne (186,55) y Cultivo de Especias (54,21).

### Atractivos turísticos

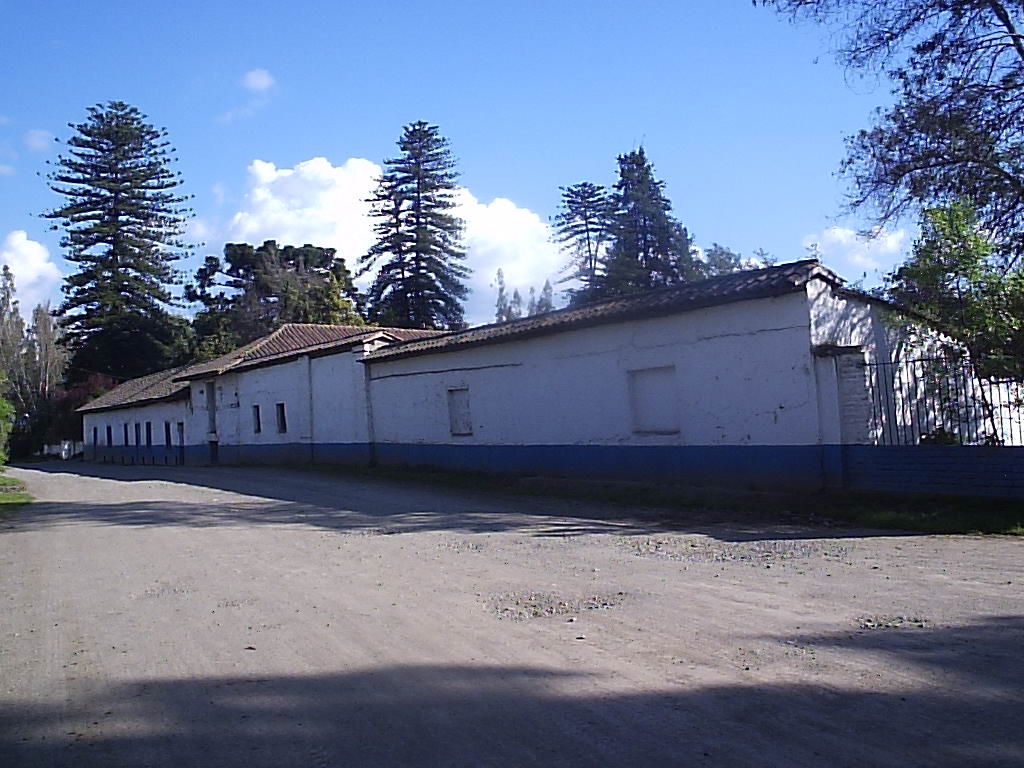
Hacienda San Miguel de El Monte, propiedad de la familia Carrera.

Destacan la iglesia de San Francisco de El Monte que fue declarada Monumento Nacional el 7 de enero de 1974 y la Hacienda de San Miguel de El Monte (Casa de la familia Carrera en la que vivió el prócer y toda su familia). El Monte, según sus autoridades, fue denominada como "Donde nace la Patria" lo que está soportado por ser en este lugar donde habitasen responsables directos de la independencia de Chile y lugares que representan la historia y costumbre del campo chileno.
En el mes de febrero, se realiza el festival Pilares de El Monte, el cual se lleva a cabo en el estadio Andarivel. En él se han presentado artistas nacionales e internacionales de gran renombre, además de dar la oportunidad a muchos artistas locales de participar en una competencia organizada por la Oficina de Cultura de la Municipalidad.
En el mes de abril se celebra la Fiesta y Muestra Costumbrista CATAM (Comida típica, Agricultura, Turismo, Artesanía y Muebles), que organiza la Municipalidad y que tiene entrada liberada. Esta dura 3 días y se efectúa en la plaza de armas de la comuna.
En el mes de octubre se celebran las Fiestas Montinas, fecha donde antiguamente se celebraba las Fiestas de San Francisco. Se hacen en el lugar denominado El Solar de los Carreras, antiguo Balneario El Paraíso, ubicado en la calle Ignacio Carrera Pinto, en el centro de la comuna.
También en El Monte se ubican los Balnearios La Turbina y Yamil, los dos ubicados en la Av. Los Libertadores, que abren sus puertas especialmente en verano para los visitantes y habitantes de la comuna. Esta también el conocido Restaurante Aravena, que antiguamente se ubicaba en la Av. Los Libertadores y que actualmente está en la Av. San Antonio de Lo Chacón; otro local es La Ramada que se ubica al frente de El Solar de los Carreras, en la calle Ignacio Carrera Pinto; igual de conocido es La Pepita que se ubica en la Av. Los Libertadores en el sector de Lo Chacón y que es especializado en comida típica. También se puede encontrar un centro de eventos y Spa llamado Casona El Monte, ubicado en Av. Los Libertadores; es una construcción centenaria rodeada de naturaleza y con una excelente cocina nacional e internacional. 

## Servicios públicos

### Cuerpo de Bomberos de El Monte
El Cuerpo de Bomberos de El Monte es administrada y dirigida por su Superintendente Don José Arturo Cifuentes Ramos y trabajada en el área operativa por su Comandante Rodrigo Morales Gómez
Consta de dos compañías. Primera Compañía "Bomba José Miguel Carrera", ubicada en av. Libertadores #450, El Monte.mLa Segunda Compañía "Manuel Rodríguez Erdoiza" ubicada en Av. Los Libertadores N°1290 sector de Lo Chacón.

### Seguridad
Las Fuerzas de Orden y Seguridad de Chile están compuestas por Carabineros de Chile y la Policía de Investigaciones de Chile.La Unidad Policial territorial de la PDI en la comuna es la Brigada de Investigación Criminal Talagante o BICRIM Talagante, con área de competencia en las comunas de Talagante, El Monte e Isla de Maipo, cuya función principal es investigar delitos de distinta índole a nivel local encomendadas por los Tribunales de Justicia y el Ministerio Público, como también acoger denuncias, entre otras labores. Esta Unidad Policial, al igual que sus pares, cuenta con grupos internos, uno de ellos dedicado a la investigación del tráfico de drogas en pequeñas cantidades, es denominado Grupo Microtráfico Cero o MT-0, además de contar con una Oficina de Análisis Criminal.
La Tenencia de El Monte se ubica en Av. Libertadores N°233 y el Reten de El Paico también en Av. Libertadores cerca de la salida de la Autopista del Sol. Desde fines del 2011 y ya a comienzos del 2012 se está llevando a cabo la propuesta de un Plan Cuadrante que dotaría de casi 35 nuevos efectivos a la comuna y también se pensaría en la implementación de una Comisaría.

## Deportes

### Fútbol
La comuna de El Monte ha tenido a un club participando en los Campeonatos Nacionales de Fútbol en Chile.
- Andarivel de El Monte (Cuarta División 1983-1985, 1989-1993 y 1996-1997).

## Medios de comunicación

### Radioemisoras
FM
- 96.1 MHz - Radio LP . Radio que nació en la puntilla a la cual lleva sus iniciales, hoy en día establecida en la villa antigua. Llevando una programación para las generaciones adultas con mucha música del recuerdo, folklor y mexicano.
- 101.9 MHz - Relax FM: Esta radio ocupó el 105.7 luego que Frecuencia Latina llegara hasta su frecuencia oficial. Actualmente ofrece una diversidad musical marcada en la década de los 80,s Sitio Web de Relax FM
- 104.3 MHz - Radio Dela FM "La radio que pone ritmo a tu vida" Sitio Web de Dela FM de El Monte. Esta emisora transmite generalmente música, destacando por su estilo ranchero, cumbias y bailables.
- 104.7 MHz - Radio Energía "La radio con más energía" Sitio Web de Radio Energía de El Monte, es otra de las radios pioneras de la comuna. Se caracteriza por su programación bailable, entrega de información y entretención. Principalmente emite música de los años 80 y 90 pero actualmente tiende a competir en ciertos horarios con una programación más orientada al adulto mayor mediante música del recuerdo. También incluye espacios pagados misceláneos de tipo religioso.
- 106.1 MHz - Radio En Familia (no posee sitio web). Es una radio de corte religioso que emite música variada, durante su emisión se pueden escuchar canciones de todo tipo de géneros mezclados con religioso. No existe una estructura fija en su programación a excepción de las mañanas donde se emite un matinal de corte religioso.
- 106.5 MHz - Radio Libertadores (no posee sitio web). Es una de las radios pioneras dentro de la comuna junto con radio Orión FM (ex 107.9 FM, concesión posteriormente vendida hasta su extinción a la iglesia Cristo Tu Única Esperaza de Talagante cuando pasó a denominarse Radio Presencia). Radio Libertadores es una radio que es parte del Instituto Educacional San Francisco y emite música de carácter generalista. Sitio Web Radio Libertadores
- 107.3 MHz - Radio Frecuencia Latina, cuyo eslogan es "La Radio de El Monte" Sitio Web de Radio Frecuencia Latina. Esta radio es la segunda emisora en iniciar transmisiones en la comuna, migró por diversas frecuencias pasando desde el 106.9 FM, 105.3 FM y 105.7 FM para finalmente establecerse en el 107.3 FM. Es una radio de tipo generalista que rota constantemente su programación: Pasando desde música característica de los años 60, tangos, boleros hasta cumbias, bachata, o rancheras, emisión de noticias en conjunto con Radio Contacto FM de Talagante, que adicional a la programación orientada a un amplio espectro de público se caracteriza por su audio saturado en momentos o un zumbido de fondo.
- 107.7 MHz - Radio Kairos "Mas conectados que nunca" Sitio Web de Radio Kairos FM de El Monte es una radio de corte religioso generalista. Presenta espacios marcados entre religiosos y orientados a todo tipo de público. Se caracteriza por tener una emisión de música romántica y del recuerdo. Por las tardes emite programas de tipo religioso junto a su plataforma de streaming vía redes sociales a excepción de los findes de semana donde este último tipo de programación suele extenderse más. También se enfoca en ser una radio informativa mediante alianzas con Radio Manantial de Talagante y un noticiero local llamado “El Monte Opina” que antes se emitía en Radio Energía.

## Personas destacadas
En la comuna de El Monte han nacido y residido personajes relevantes para la cultura nacional. Entre ellos se encuentra José Santos González Vera, escritor anarquista chileno que fue Premio Nacional de Literatura el año 1950. Así mismo en el sector de El Paico en la comuna residió y erigió su taller el artista y grabador chileno Santos Chávez.
Se documenta que los antepasados del cantautor chileno Víctor Jara residían en la comuna de El Monte. Específicamente la familia de su padre, Manuel Jara, de origen campesino.